# Simone Ashley
Simone Ashwini Pillai (Camberley, Surrey, Anglaterra; 30 de març de 1995), coneguda professionalment com a Simone Ashley, és una actriu britànic-índia. És coneguda pels seus papers a les sèries de Netflix Sex Education (2019-2021) i Bridgerton (2022-present).

## Primers anys i educació
De pares indis tamils, Latha i Gunasekharan, Ashley és de Camberley, Surrey, i té un germà gran. Ashley ha explicat que, malgrat haver crescut en una llar d'acadèmics, sempre es va sentir més atreta pels camps creatius. Ashley va créixer cantant música clàssica i òpera i tocant el piano. Més tard, la família es va traslladar a Beaconsfield i Ashley va assistir a la Redroofs Theatre School de Maidenhead per cursar els estudis de secundària. Posteriorment es va formar en interpretació a l'Arts Educational School de Londres.

## Carrera
Ashley va debutar al cinema el 2018 amb un petit paper a Boogie Man com Aarti i un paper destacat a Kill Ben Lyk com una de les personatges anomenades Ben Lyk. El 2019, Ashley va començar a interpretar Olivia Hanan, membre de la camarilla de Ruby Matthews, els Intocables, a la comèdia-drama de Netflix Sex Education, paper que reprendria en la seva segona i tercera temporada. Va aparèixer a la minisèrie de suspens psicològic de la ITV The Sister com Elise Fox.
El febrer de 2021 es va anunciar que Ashley interpretaria la protagonista Kate davant Jonathan Bailey com a Anthony a la segona temporada del drama romàntic d'època de Netflix Bridgerton. El 2023 apareixerà a l'adaptació cinematogràfica d'acció real de La Sireneta de Disney en un paper no revelat.